# Villamaderne
Villamaderne es una localidad del concejo de Villamaderne-Bellojín, que está situado en el municipio de Valdegovía, en la provincia de Álava, País Vasco (España).

## Historia
Hacia mediados del siglo XIX, el lugar, ya por entonces perteneciente a Valdegovía, tenía contabilizada una población de 72 habitantes. Aparece descrito en el decimosexto y último volumen del Diccionario geográfico-estadístico-histórico de España y sus posesiones de Ultramar de Pascual Madoz con las siguientes palabras:

VILLAMADERNE: l. del ayunt. de Valdegovia, en la prov. de Alava (á Vitoria 6 leg.), part. jud. de Añana (1), aud. terr. de Búrgos (15): sit. en la estremidad de una pequeña altura: clima saludable, y reinan casi todos los vientos. Tiene 20 casas, inclusa la del comun; un cas.; escuela de primera educacion para ambos sexos, frecuentada por 24 alumnos y dotada con 12 fan. de trigo; igl. parr. (San Millan), servida por un beneficiado; una ermita (Sta. Lucia), y para el surtido del vecindario una fuente de escelentes aguas. El térm. confina N. Carcamo y Guinea; E. Tuesta; S. Espejo y Bergüenda, y O. Barrio y Villanañe; comprendiendo dentro de su circunferencia un monte bastante poblado de encinas y robles. El terreno es de mediana calidad; le atraviesa el r. Omecillo, con un puente junto á una de las ventas. caminos: los locales y el que desde Valdegovia conduce á la cap. y Vizcaya, en el cual hay 3 ventas. El correo se recibe de Miranda por el balijero de Espejo. prod.: trigo, maiz y legumbres; cria ganado mular, cabrío y lanar; caza de perdices, codornices y tordos. ind.: ademas de la agrícola y pecuaria hay 2 molinos harineros, uno del pueblo y otro del conde de Ezpeleta. pobl.: 17 vec., 72 alm. contr.: con su ayuntamiento (V.).
(Madoz, 1850, p. 177)

En 2022, la entidad singular de población tenía empadronados veintidós habitantes y el núcleo de población, dieciocho.

## Demografía
| Gráfica de evolución demográfica de Villamaderne entre 2000 y 2017 |
|                                                                    |
| Población de derecho según los censos de población del INE.        |

## Patrimonio

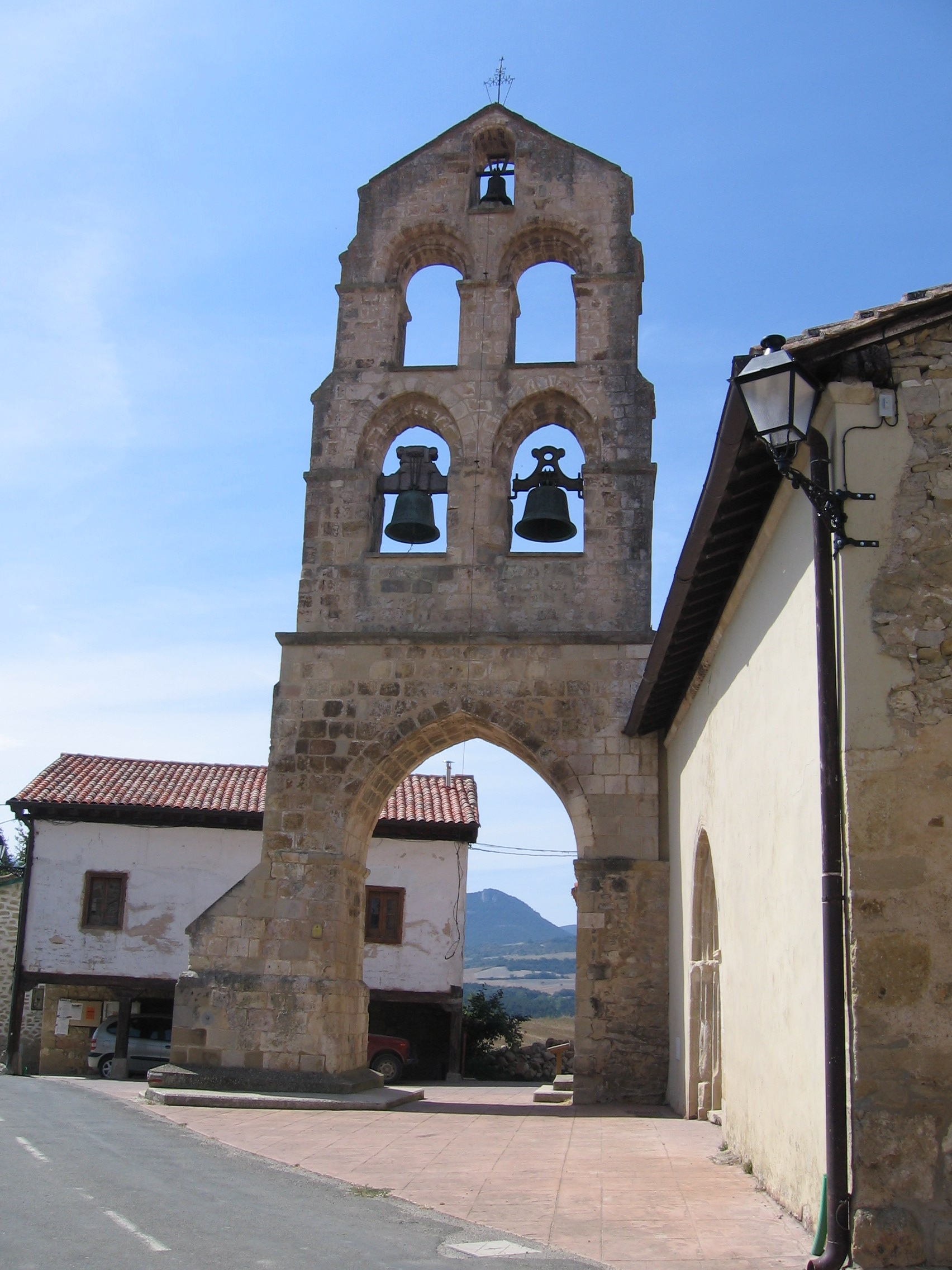
Vista de la iglesia de San Millán

Hay en la localidad una iglesia de San Millán y una ermita de Santa Lucía.